# Yves Gauthier
Pour les articles homonymes, voir Gauthier.
Yves Gauthier, né le 21 mai 1960 à Poitiers (Vienne), est un écrivain français .

## Biographie
Fils du sémioticien de l’image Guy Gauthier, Yves Gauthier, spécialiste de la Russie a traduit en français une cinquantaine d'ouvrages de langue russe, dont Ermites dans la taïga de Vassili Peskov et plusieurs ouvrages de l'écrivain tchouktche Youri Rytkheou. Il est auteur d'une biographie de Youri Gagarine, Gagarine ou le rêve russe de l'espace et d'un récit sur l'exceptionnel tour de la Russie effectué par Gleb Travine à vélo, Le Centaure de l'Arctique. Il est en outre coauteur avec Antoine Garcia — entre autres ouvrages — de L'Exploration de la Sibérie et de L'Air et le feu. En décembre 2009, il est l'auteur choisi pour rédiger un roman historique autour de la figure emblématique de Raphaël Elizé.
Yves Gauthier est membre sociétaire de la Société des gens de lettres.

## Œuvres

### En nom propre
- La Lettre de Moscou, Paris, Flammarion-Père-Castor, http://www.filigranes.be/fr/details-livre/index.aspx?book=9782081628106 Chez filigranes, 1996, 31 p., poche (ISBN 978-2-08-162810-6)
- Gagarine, ou le rêve russe de l'espace[2], Paris, Flammarion - Nouvelle édition augmenté - Ginkgo éditeur - mai 2015, http://www.filigranes.be/fr/details-livre/index.aspx?book=9782080674159 Chez filigranes, 1998, 297 p. (ISBN 978-2-08-067415-9)
- La voie des Tsars, Paris, Néva-GMA, 1999, 190 p. (ISBN 978-2-84536-000-6)
- Le Centaure de l'Arctique[3], Paris, Actes Sud, http://www.filigranes.be/fr/details-livre/index.aspx?book=9782742730902 Chez filigranes, 2001, 250 p. (ISBN 978-2-7427-3090-2)
- Saint-Pétersbourg, Paris, Flammarion, collection Patrimoine, http://www.filigranes.be/fr/details-livre/index.aspx?book=9782080111661 Chez filigranes, 2003, 247 p. (ISBN 978-2-08-011166-1)
- Russie. Livre album, photos de Wojtek Buss, Paris, De Lodi, http://www.filigranes.be/fr/details-livre/index.aspx?book=9782846902861 Chez filigranes, 2007, 215 p. (ISBN 978-2-84690-286-1)
- Moscou sauvée des eaux (roman)[4], Paris, Actes Sud, http://www.filigranes.be/fr/details-livre/index.aspx?book=9782742768059 Chez filigranes, 2007, 318 p. (ISBN 978-2-7427-6805-9)
- Vladimir Vyssotski, Un cri dans le ciel russe, Paris, Transboréal, 2015
- Souvenez-vous du Gelé, Un grognard prisonnier des Russes, Paris, Transboréal, 2017
- Gaston, L’impossible retour, Paris, Paulsen, 2023

### Avec Antoine Garcia
- L'Exploration de la Sibérie[5], Paris, Actes Sud, 1996, 470 p. (ISBN 978-2-7427-0884-0), Paris, Transboréal, 2014, rééd. 2018, prix du livre d’histoire François-Millepierres de l’Académie française
- L’Air et le feu : Les Français vus par les Russes, Paris, La Bibliothèque, 2005, 317 p., poche (ISBN 978-2-909688-35-0)

### Traduction du russe au français
- Valeri Agranovski (ru) (trad. Yves Gauthier), Les confessions d'un espion russe, Paris, Messidor,‎ 1990
- Mikhaïl Lemechev (trad. Yves Gauthier), Le Désastre écologique, Paris, Sang de la Terre, 1991
- Général Kobets (en) (trad. Yves Gauthier), La vie quotidienne à Moscou pendant le putsch, Paris, Hachette littérature, 1991
- Vassili Peskov (trad. Yves Gauthier), Ermites dans la taïga, Paris, Actes Sud, Sélection du Reader's Digest, 1992 (ISBN 978-2-86869-813-1)
- Nikolaï Mikloukho-Maklaï (trad. Yves Gauthier), Le Papou Blanc, Paris, Phébus, 1994
- Charif et Rouslam Choukourov (trad. Yves Gauthier, préf. Yves Gauthier), Les peuples de l'Asie centrale, Paris, Syros, 1994
- Vladimir Arseniev (trad. Yves Gauthier), Aux confins de l'Amour, Paris, Actes Sud, 1994
- Valentin Pajetnov (trad. Yves Gauthier), Avec les ours, Paris, Actes Sud, 1998
- Gavriil Ksenofontov (ru), Pref. Yves Gauthier, (Trad.Yves Gauthier), Les Chamanes de Sibérie et leur tradition orale, Paris, Éditions Albin Michel,‎ 1999
- Youri Rytkheou (trad. Yves Gauthier), Unna, Paris, Actes Sud, 2000
- Leonid Grossman (trad. Yves Gauthier), Les Confessions d'un Juif, Paris, Phébus, 2001
- Youri Rytkheou (trad. Yves Gauthier), L’Étrangère aux yeux bleus, Paris, Actes Sud, 2001
- Maria Arbatova (trad. Yves Gauthier), Mon nom est femme, Paris, Jacqueline Chambon, 2001
- Youri Rytkheou (trad. Yves Gauthier), La Bible tchouktche, ou le dernier chaman d’Ouelen, Paris, Actes Sud, 2003
- Youri Rytkheou (trad. Yves Gauthier), Le Miroir de l’oubli, Paris, Actes Sud, 2004
- Oleg Ermakov (ru) (trad. Yves Gauthier), Pastorale transsibérienne, Paris, Jacqueline Chambon,‎ 2004
- Dina Rubina (trad. Yves Gauthier), Zoom avant, Paris, Phébus, 2006
- Julia Latynina (Trad. Yves Gauthier), La Chasse au renne de Sibérie, Actes Sud, 2008
- Vladimir Makanine (Trad. Yves Gauthier), Frayeur, Gallimard, 2009
- Vassili Peskov (Trad. Yves Gauthier), Des Nouvelles d’Agafia, Actes Sud, 2009, préface du traducteur
- Ilia Boïachov (ru), (Trad. Yves Gauthier), Le Voyage de Mouri, Gallimard, 2010, mention spéciale Prix Russophonie 2011
- Julia Latynina (Trad. Yves Gauthier), Caucase Circus, Actes Sud, 2011
- Julia Latynina (Trad. Yves Gauthier), Gangrène, Actes Sud, 2012
- Andreï Roubanov (Trad. Yves Gauthier), Ciel orange (Éditions Ombres noires) (ISBN 9782081277670), mention spéciale Prix Russophonie 2014
- Valentin Pajetnov (Trad. Yves Gauthier), L’ours est mon maître, Paris, Transboréal, 2016 (ISBN 2361571935), mention spéciale Prix Russophonie 2018
- Vladimir Arseniev (Trad. Yves Gauthier), Dersou Ouzala, Paris, Transboréal, 2021, 768 p.  (ISBN 978-2-36157-304-1), lauréat ex aequo du Prix Russophonie 2021

## Conférencier
Yves Gauthier met au profit du grand public ses connaissances de la Russie au travers de nombreuses conférences.
Pendant 16 ans, de 1994 à 2010, il exerce le métier de directeur de croisière sur un des navires de la flotte Inexco, l'Alexandre Benois, parcourant le réseau fluvial russe, et principalement la Volga. Cela lui vaut d'animer ces parcours de plusieurs conférences prononcées devant les milliers de passagers qui naviguent sur le bateau au cours des cinq mois de la saison estivale :
- Le réseau fluvial, conférence qui s'appuie sur son livre La voie des Tsars décrivant ce gigantesque réseau permettant de relier Moscou aux cinq mers : Baltique, Blanche, Caspienne, Azov, Noire
- L'histoire de la Russie
- Comment les Russes voient les Français
- La Russie moderne.

Il a aussi un auditoire attentif pour sa conférence sur Youri Gagarine, prononcée en France en diverses circonstances :
- le 13 mai 2011 à la Maison de l'Environnement et du Développement durable de l'aéroport Paris-Orly[7].
- le 5 avril 2006, organisée par l'association Planète Sciences, à Ris-Orangis[8]
- le 12 avril 2011, au musée de l'air et de l'espace du Bourget, dans le cadre du cinquantenaire du premier vol spatial de Youri Gagarine[9]
- le 22 janvier 2013 au Centre spatial de Cannes - Mandelieu dans le cadre des conférences organisées par le groupe régional Côte d'Azur de l'association aéronautique et astronautique de France[10].

## Distinctions
Yves Gauthier a été récompensé du :
- Prix François-Millepierres du livre d’histoire de l'Académie française pour L'Exploration de la Sibérie
- Prix Dollfus 2001 pour sa biographie de Gagarine
- Mention spéciale du 5e Prix Russophonie[11] (2011) pour la traduction du Voyage de Mouri d'Ilya Boyachov, éditions Gallimard
- Mention spéciale du 8e Prix Russophonie (2014) pour la traduction de Ciel orange d'Andreï Roubanov, (Éditions Ombres noires)  (ISBN 9782081277670)
- Mention spéciale du 12e Prix Russophonie (2018) pour la traduction de L’ours est mon maître de Valentin Pajetnov, (Éditions Transboréal)  (ISBN 2361571935)
- Lauréat ex aequo du 15e Prix Russophonie (2021) pour la traduction de Dersou Ouzala de Vladimir Arseniev, (Editions Transboréal)  (ISBN 2361573040)